# Paul-Marwan Tabet
Paul-Marwan Tabet LM (ur. 20 lipca 1961 w Bahamdun) – libański duchowny maronicki, od 2013 biskup Montrealu w Kanadzie.

## Życiorys
Święcenia prezbiteratu przyjął 20 lipca 1986 w zakonie kremistów. Pracował duszpastersko w rodzinnym kraju, Stanach Zjednoczonych oraz w Republice Południowej Afryki. Pełnił też funkcje m.in. pracownika sekretariatu generalnego ds. szkół katolickich, dyrektora wydziału patriarchatu antiocheńskiego ds. imigrantów oraz radnego generalnego zakonu.
10 stycznia 2013 otrzymał nominację na eparchę Montrealu. Sakry udzielił mu patriarcha Béchara Boutros Raï.